# Cercopitec de cara de mussol
El cercopitec de cara de mussol (Cercopithecus hamlyni) és un primat de la subfamília dels cercopitecins.
Un dels trets exteriors més característics d'aquesta espècie és l'escrot calb, blau i gairebé fluorescent dels mascles. Un altre caràcter destacable és la ratlla blanca vertical del cap. L'espècie viu a la República Democràtica del Congo i Ruanda, on viu en grups a la jungla. El cos fa uns 55 cm de llargada, amb una cua que és una mica més llarga que el cos. Aquest cercopitec pesa 4-8 kg.